# Rex Nemorensis
Rex Nemorensis, vilket är latin för "kung av Nemi", är en titel som gavs av romarna till den som var tänkt att inneha gudinnan Diana Aricinas prästerskap, vid Lago di Nemi, nära Aricia i Italien, där Diana även var känd som Diana Nemorensis.